# Trachymene teres
Trachymene teres är en flockblommig växtart som beskrevs av Aleksandr Andrejevitj Bunge. Trachymene teres ingår i släktet Trachymene och familjen flockblommiga växter. Inga underarter finns listade i Catalogue of Life.